# 日刊ゲンダイ

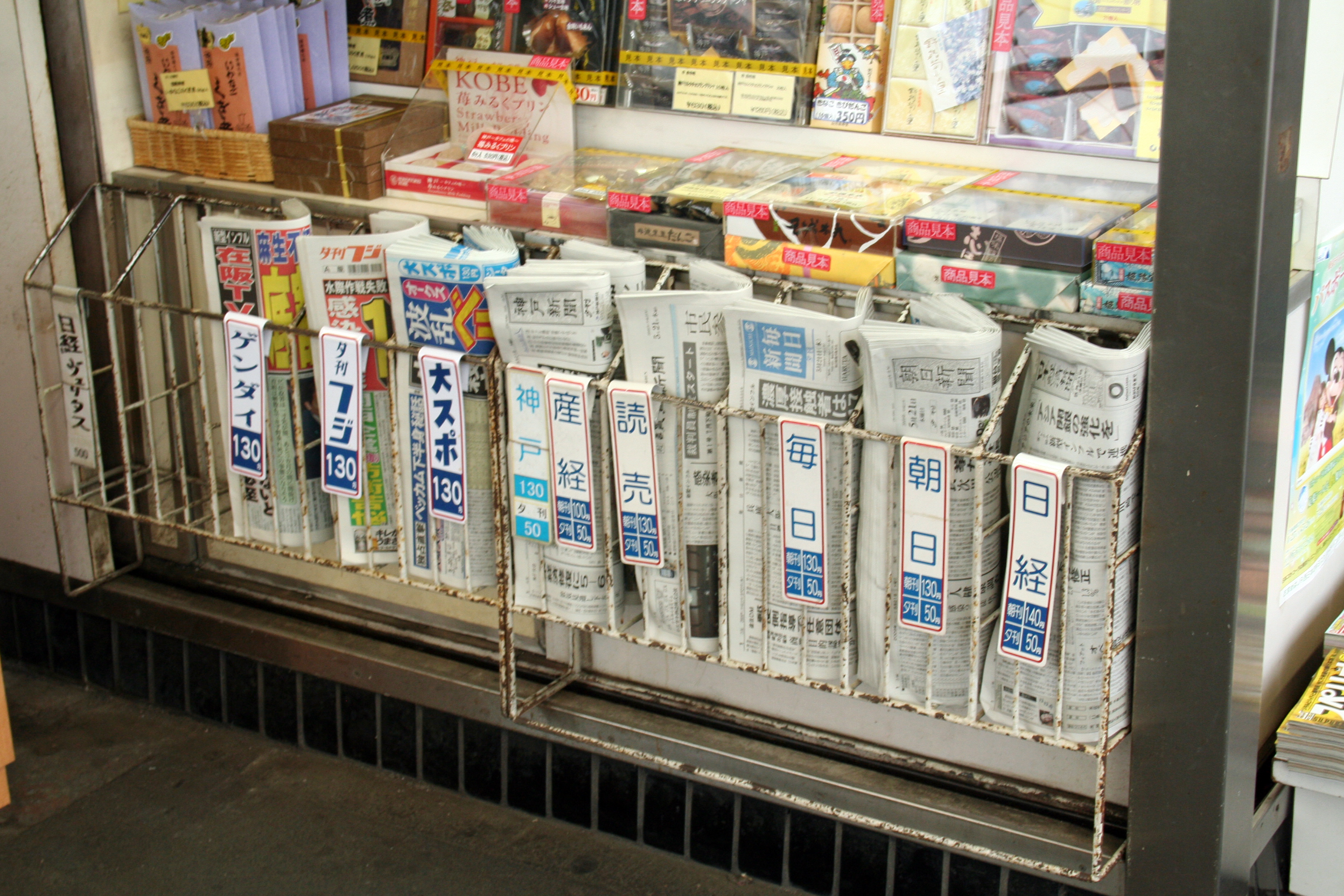
駅売店での陳列販売の様子

日刊ゲンダイ（にっかんゲンダイ）は、講談社を中心とした音羽グループに属する出版社の株式会社日刊現代が発行するタブロイド判夕刊紙である。国立国会図書館の分類ではスポーツ紙・夕刊紙に分類されている。日本新聞協会には加盟していないが、雑誌出版社の業界団体である日本雑誌協会に加盟している。
即売が中心で、キヨスクなどの駅売りでは『夕刊フジ』や『東京スポーツ』と競っている。
東京・大阪・札幌の各都市を中心に全国で発行する。名古屋を中心として、中部経済新聞社が発行した「中部版」も存在したが、2024年3月に休刊した。札幌では当初『日刊サッポロ』として発行されていたが、2006年6月から『日刊ゲンダイ』として発刊される。東京・大阪は直営、北海道（および2024年3月までの名古屋）は事実上のフランチャイズ契約である。九州は、福岡市内では、博多駅と西鉄福岡（天神）駅、天神駅の売店で発売している。 郵送による購読は可能である。

## 歴史
1975年10月27日創刊。創刊当時価格40円。
1972年（昭和47年）8月、講談社『週刊現代』の編集長に川鍋孝文が就任した。川鍋は週刊現代の発行部数を最高130万部まで伸ばさせたが、1974年（昭和49年）、金大中事件の扱いをめぐる講談社役員との軋轢で編集長を解任された。
日刊現代社の初代社長となる野間惟道は、講談社社長野間省一の一人娘にあたる野間佐和子の婿養子で当時講談社専務取締役だったが、病床に伏していた省一から現場を任されていた副社長服部敏幸との関係が良くなく、社内の派閥抗争の影響を受ける格好で川鍋と共に本紙の立ち上げにあたったと業界の噂があった。
創刊に先立つ1969年（昭和44年）、産経新聞社が日本初のタブロイド判夕刊紙『夕刊フジ』を創刊。川鍋は海外事情視察のためアメリカとフランスに赴いた。その際に現地でタイムとニューズウィークを比較し、エスタブリッシュメント的なタイムに対して感情を重視するニューズウィークの姿勢を学んだことが後に創刊されたときのゲンダイの論調に反映されていると栗林利彰が1978年に書いた（栗林は『週刊現代』時代の川鍋の下で働いた）。『フジ』は既存の大新聞社の産経が発行する新聞として創刊されたのに対して、『ゲンダイ』は雑誌的なおもしろさを強みにすると位置づけられ、この時点でゲンダイは『フジ』の対抗馬となることが事実上決まった。

講談社は戦前に報知新聞（現・スポーツ報知）を傘下に収めたことがあったが後に売却した経緯があり、音羽グループとしては34年ぶりの新聞事業再参入となる。
1975年（昭和50年）10月の創刊時、講談社から日刊現代社に参画した社員は少なかった。それでも少なく見積もって15万部を刷り読者にアピールした。しかし、1975年11月と12月には実売で10万部を割り、1976年1月には1万部から2万部にまで落ち込む。この廃刊の危機を救ったのが、同年2月のロッキード事件だった。事件の情報を毎日送り出し、高官の実名を伏せる新聞 と速報性の低い週刊誌 との隙間をついて差別化に成功し、1976年2月から低迷を脱し8月に売上はピークに達した。これによりゲンダイは窮地を救われたばかりでなく、飛躍に向けてのスタートを切った。1983年（昭和58年）に公称110万部を謳う。創刊当時は日刊現代社は編集権のみで、奥付に日刊現代社の住所・電話番号の記載もあったものの最終的な発行所は講談社とクレジットされていた。
1980年（昭和55年）、惟道はゲンダイを軌道に乗せることに成功した実績を買われ、講談社本社の社長に就任する。
1981年（昭和56年）11月16日、大阪版創刊。巻頭記事は「創価学会・池田大作名誉会長の醜聞が「月刊ペン事件」の裁判ですでにこれだけ暴露された」だった。同年12月1日には、北海道日刊スポーツ新聞社 の出資による日刊サッポロ株式会社から『日刊サッポロ』として札幌版が創刊された。
1990年頃、講談社の文字が奥付から外れ、名実ともに日刊現代社が編集から発行までの全責任を負うようになる。
1992年（平成4年）には中部経済新聞社と提携して名古屋での印刷を開始し、夕刊フジが最後まで発行拠点を置かなかった名古屋を含む3大都市を網羅。2024年（令和6年）3月まで東名阪での印刷発行を続けた。

### 年表
- 1975年（昭和50年）10月27日 - 創刊。当時は東京大都市圏のみの発売。
- 1981年（昭和56年）
  - 11月16日 大阪本社版創刊。
  - 12月1日 日刊サッポロ（現在の北海道版）創刊。
- 1990年（平成2年） - 発行所クレジットがそれまでの講談社から日刊現代社に変更。
- 1992年4月、中部版を創刊[5]。
- 2006年（平成18年）
  - 5月31日 この日の発行号から、北海道版の題字を『日刊ゲンダイ』に統一[6]。『日刊サッポロ』の題号は消滅する。
- 2008年 - 中部版の印刷を中部経済新聞共々、中日新聞グループの中日高速オフセット印刷に委託。
- 2017年（平成29年）
  - 6月5日 この日の発行号より東京本社版の印刷委託先をそれまでの日刊スポーツ印刷社（現・日刊スポーツPRESS）から東日印刷に変更。
- 2020年（令和2年）
  - 10月1日 この日の発行分より、東京スポーツ共々静岡県への紙版の配送が翌日朝（日付上は朝刊）となる。同時に夕刊フジは静岡県への紙版配送を御殿場市のごく一部のコンビニ向けを除き取りやめた。
- 2024年（令和6年）
  - 3月30日 この日発行の4月1日号を以て中部版が休刊。中部経済新聞社はゲンダイ事業から撤退。4月以降、愛知・岐阜・三重の宅配希望者には大阪版が翌朝に宅配され、他の中部版エリアの読者は東京版の郵送となる[5]。
  - 8月3日 この日の発行号をもって群馬県と栃木県の一部エリアで紙版販売休止[17]
- 2025年（令和7年）
  - 1月24日 この日の発行分より、日本競馬新聞協会加盟紙が本紙・東京スポーツ・夕刊フジの共同配送体系に参加。
  - 1月31日 この日の発行号をもって夕刊フジが休刊。首都圏で発売される夕刊娯楽紙は本紙と東スポの2紙となる。

### 価格の変遷
創刊当時は前述の通り、1部売り価格40円でスタートした。
- 2008年10月2日号（10月1日発行）から、1部売りが120円から130円に値上げ。
- 2011年9月2日号（9月1日発行）からは130円から140円に値上げ。
- 2019年4月2日号（4月1日発行）からは140円から150円に値上げ。
- 2021年11月2日号（11月1日発行）からは150円から160円に値上げ。
- 2023年4月4日号（4月3日発行）からは160円から180円に値上げ。

## 紙面構成
紙面構成は創刊時からライバルとされた『夕刊フジ』の紙面とほぼ同じ。
川鍋はゲンダイを「日刊雑誌」と位置付け、紙面構成では1面のレイアウトを雑誌の表紙に見立てた。1面は大きく見出しを載せて記事は導入部が多かった。

## 印刷工程
2010年頃までは、中央競馬の枠順確定や、昼頃に発生したニュースに合わせて一日最大三版の体制が組まれ、競合紙の夕刊フジや東京スポーツも類似の体制を取っていた。日刊現代社では2024年現在も、通常時は『A版』と『B版』の一日二版体制を取っていると広告主に説明している。

中央競馬の開催前日となる金曜日と土曜日は、午前10時以前に印刷され、木曜日の15時45分頃にJRA本部競走部から発表された出走馬決定表を馬名のアイウエオ順に掲載した『A版』と、午前10時頃に発表された枠順・馬番号入りの確定出馬表を掲載する『B版』、そしてB版〆切後のニュースを反映した最終版である『C版』の具合で編集・制作が行われていた。このため競馬開催前日には、どうしても早刷り版を並べる必要がある東京都心のごく一部の駅売店（NewDays＝旧・キヨスク、METROSなど）を除いて、『A版』の流通を極力絞っていた。競馬は枠順・馬番号が決まらなければ、勝馬投票券を発売することができず、ファンも同様に予想を立てられなくなるためであり、過去には出走馬決定表をそのまま確定出馬として発売してしまった専門紙『ぐりぐり◎』が創刊からわずか3週間で廃刊に追い込まれた例もある。

2024年現在は、中央競馬の枠順確定がない月曜日から木曜日までは『AB統合版』の一日一版体制、金曜日と土曜日は前述の通り『A版』『B版』の一日二版体制で印刷するのが基本で、木曜日14時に旧八大競走・ジャパンカップなど中央競馬の一部GI競走が枠順まで確定した場合など状況により『C版』を制作することがあるとしている。電子版は中央競馬の枠順発表に関係なく1日1回、日本時間15時に翌日付に更新することを基本とし、木曜日14時に一部GI競走が枠順確定した場合は、同日の日本時間17時に臨時更新を行う。

## 論調
本紙に掲載される記事の編集権は原則として日刊現代社にあり、1990年以前の発行所が講談社だった時代も含め、講談社本社は基本的に本紙の編集にはタッチしていない。『週刊現代』『FRIDAY』など講談社が発行する他の雑誌との連携も表向き積極的には取られていない。週刊現代の編集長が加藤晴之に交代した2006年以降、特に内政面で週刊現代と日刊ゲンダイが逆の立場を取るケースも多く見られる。

### 根幹
日刊現代社は広告主向けに公開している媒体資料の中で、本紙の報道方針について
1. 「批判すべきは批判する」
2. 「徹底して読者の側に立つ」

ことを掲げており、一般全国紙や放送局の多くが前面に出す「不偏不党」「公正中立」「客観報道」に真っ向から立ち向かうとしている。

### 反権力・反体制
権力や体制に常に抵抗する、創刊時の方針から、時の政権に批判的なスタンスを取っている。「愛国心は無いのか」の批判に、政権批判と愛国心とは全く関連性の無い問題として捉えており、「所詮愛国心は茶番であり、かつ詭弁である」と反論している。その流れから基本的に「〇〇議員」や「〇〇総理」の書き方はせず原則苗字のみの呼び捨てである。
リベラルな政治信条から、保守政党かつ政権与党として歴史の長い自民党に対しては、国会内での与党・野党の立場を問わず、原則として反対の姿勢を貫いている。一方、自民党政権下でも、第87代内閣総理大臣小泉純一郎が打ち出した聖域なき構造改革などの改革路線の政策を（最終的に批判に転じたが）称賛することもあった。日本維新の会や参政党などの非自民系右派政党に批判的な論調が主である。

反権力の姿勢故、基本的には野党支持の論調が強く、特に非自民勢力の結集による政権交代実現と、衆議院名誉議員有資格者小沢一郎の考えに共鳴する論調がしばしば見られる。2009年の衆議院選挙前後には民主党支持を明確にする報道を行い、本来反権力を主張しているにも関わらず、同党が政権与党となった以降も民主党支持の報道を繰り返した。2010年の参議院選挙では、民主党への投票を呼びかける報道を行い、インターネットを中心に波紋を広げた。一方、日本共産党や社会民主党など旧来から革新や左翼と言われてきた勢力にも好意一手ではなく、政治スタンスによっては非自民勢力の政権与党であっても一様に支持しない姿勢も取っている。民主党政権時代には、上記の第22回参議院選挙で民主党への投票を呼びかけながらも社民党の連立入りには反対する論調を出した。第94代菅直人・第95代野田佳彦両総理の時代にも批判的な論調が散見された。民主党の後身の国民民主党や立憲民主党も折に触れて批判の対象となっている。
ゲンダイは反権力のポーズがワンパターン化しているとの批判もあり、多田陽は「社会的公器としての自覚が乏しく、マイナー紙を脱することができていない」 と主張。日刊現代社OBで元ニュース編集部長の二木啓孝は自身の回想として、「私も正直に言えば、過去には週刊誌と夕刊紙でずいぶんと飛ばし記事を書いてきた。しかし、少なくとも死者の出た話や、歴史的な新事実について書く場合は念入りな取材をしたものだ」と告白している。
国会で本誌はしばしば話題に上がる。2016年02月04日の衆院予算委員会では、民主党（当時）の階猛が第96代内閣総理大臣安倍晋三に「言論機関が権力者の意向を忖度し、権力者への批判を控えるようになるのではないか」「安倍政権に批判的なテレビキャスターやコメンテーターが次々と番組を降板している。民主主義の健全な発展にもマイナスだ」と問うたところ、安倍は苦笑いを浮かべ「例えば今日夕方帰りにですね、日刊ゲンダイでも読んでみてくださいよ。これが萎縮している姿ですか」と、本紙を「政権を強く批判する言論機関」の例に挙げ反論した。この件に関して本紙は「本紙が批判記事を書くからといって、それで報道の自由全体が確保されているとの主張は、あまりにご都合主義というものである」と応じている。
オリンピックやFIFAワールドカップなど世界的スポーツイベントの日本への招致には、与党（特に自民党）の建設・文教族議員が利権を得る温床になるとの考え方から、非常に消極的かつ招致が実現しても開催できること自体に極めて悲観的な立場を取る。それは、大阪･関西万博など国際博覧会の日本への招致に対しても同様である。

### スポーツ
ゲンダイの創刊当時、日本の朝刊スポーツ紙はプロ野球と向き合うスタンスとして、自社が球団を保有している読売新聞グループと中日新聞社を除いて、東京本社版では巨人、近畿圏向けは阪神タイガースに好意的でなければ売れないと半ば固定観念があったが、ゲンダイは両球団に対してアンチの立場を取り、支持を得てきた。だからと言って巨人・阪神以外のセ・リーグ4球団に対して好意的かと言うとそうでもなく、広島東洋カープやパ・リーグのチームに対してはオーナー への個人攻撃とも取れる記事を出すことがある。実際に、ソフトバンクホークス時代の松坂大輔や読売ジャイアンツ時代の中島宏之など、年俸に見合う活躍が出来ていないベテラン選手には給料泥棒などと猛批判していた。
ただし、阪神タイガースが優勝争いをしていたりクライマックスシリーズ進出を果たしたりすると、大阪本社版のみタイガースに対する嘲笑や諷刺が抑えられ阪神ファン寄りの記事が増える傾向にある。もっとも、関西では産経新聞社が夕刊フジに加えて朝刊のサンケイスポーツでも阪神ファンに寄り添った編集をしていること、産経新聞社自体が大阪発祥で近畿圏での販売に強みを持っていることなどから、販売部数的には夕刊フジが日刊ゲンダイを大きく引き離している（前述）。
大相撲でも、横綱・大関陣が地位に見合う成績を残せていないと激しく非難する。モンゴル勢をはじめとする外国人に非常に厳しく、曙太郎や朝青龍明徳、白鵬翔ら歴代の外国人横綱は軒並みゲンダイの批判を浴びた。白鵬は揚げ足取りの記事が多く、2022年現在で「横綱は日本人に限るべき、外国人横綱は要らない」と主張している。ほかに日本相撲協会の経営体質を批判の対象とすることもあるが、2018年（平成30年）の理事候補者選挙では一匹狼的に立候補した貴乃花光司に対する批判の急先鋒に立つ一方で理事長八角信芳を支持した。
前述の通り、オリンピックやFIFAワールドカップなど世界的スポーツイベントの日本への招致に対しては、招致によって利権を得る自民党の建設・文教族議員への批判から消極的な論陣であり、招致が実現しても開催できること自体に極めて悲観的な立場を取る。このため「最初から招致するべきではない」「ただちに中止を決定せよ」といった結論に達することがかなり多い。

### 公営競技
得手分野としては競馬（中央競馬）を持ち、開催前日となる金曜・土曜版は他のスポーツ紙と同様、中央競馬関連に紙面が大きく割かれる他、日曜メインレースの予想と同時進行する塩崎利雄の小説『止まり木ブルース』が有名。
競馬の出馬表は基本的に日刊スポーツと同一のフォーマットで、印刷委託先が東日印刷に変わった後も日刊スポーツPRESS（旧・日刊編集センター）から供給を受けている。専用のTwitterアカウントも存在する。
中央競馬は専任の競馬記者や専属評論家を抱えるなど専門紙と同等の取材体制を整えているが、JRAから正式な取材許可を得ているとはいえ夕刊フジと違い日本新聞協会に加盟していないことで寄贈賞を出すことが出来ず、競馬エイトと同様日本競馬新聞協会に加盟していないので競馬場・ウインズ構内で販売できず、さらに東西の競馬記者クラブにも加盟していないのでグリーンチャンネルを除く民放テレビ・ラジオの競馬中継に解説者を派遣できないなど様々な制約を受けている。このため2020年から通常の電子版よりも割安な料金とした『競馬専用プラン』を設けて普及、拡張活動を行っている。

なお、ゲンダイは夕刊娯楽紙中唯一北海道に発行本社を持ち、紙版の印刷をしてきたことから、北海道在住の競馬ファンや、日高地方の馬産関係者から根強い支持を受けている。北海道では東京スポーツが2017年まで紙版を発行していたが採算性の問題で撤退し現在は電子版のみとなっており、中央競馬の枠順が確定する開催前日のうちに紙媒体で出馬情報を伝えられることがゲンダイの大きなセールスポイントとなっている。
2019年からGI開催前日を中心に、関東の競馬専門紙『優馬』『ケイユウ』を発行する中光印刷グループと提携した『競馬神7』（けいばカミセブン）をコンビニプリント版限定で全国発売している。
中央競馬以外の公営競技は紙面販売時間の絡みで翌日の出走表を掲載しづらい事情があり、1990年代まで扱いがほとんどなかった。BOAT RACEでは2000年（平成12年）前後から、地方競馬は2010年代になって社杯を提供し、最近は船橋競馬場を中心に紙面や電子新聞で公営競技関連の記事が増えている。

### メディア
ライバル関係にある『夕刊フジ』とは、論調でも保守対革新の関係にある。ただし、ゲンダイがリベラル寄りだからと言っても日本共産党や社会民主党など旧来から革新や左翼と言われてきた勢力に対して手を緩めることはしておらず、かつては共産党の機関紙『しんぶん赤旗』に対して批判を浴びせて激しい論戦になった例がある。
マスコミ大手では他に、夕刊フジの母体で同じく保守寄りの論調を取る産経新聞はもちろんのこと、創刊以来長年協力関係にあり、論調も革新的とされる日刊スポーツの親会社である朝日新聞社や、大阪本社が自社所有の建物に入居している読売新聞グループに対しても容赦ない批判を浴びせる。特に世論調査、選挙報道や2023年のジャニーズ事務所に関連した報道姿勢でみられる。
犯罪で逮捕されたり反社会的勢力（暴力団など）との関わりが指摘されたりした著名人（芸能関係者やアスリートなど）に対しては極めて厳しい姿勢、時には攻撃的論調を見せるほか、犯罪に関わっていない著名人に対してマイナスのイメージを植え付けさせるゴシップ記事を大きく報じる点で、週刊現代や週刊文春などと似た傾向がある。ちなみに、ゲンダイは日本新聞協会に加盟していないため、警察に逮捕された被疑者や刑事被告人に対しては実名呼び捨てとすることで一貫している。
インターネットに対しては他マスコミと同様に批判的論調で、特に掲示板サイトの「5ちゃんねる」（旧・2ちゃんねる）に対しては、「ネットの陰、負の部分を引きずってきた存在」と執拗に批判している。
テレビでは、TOKYO MX『5時に夢中!』内「夕刊ベスト8」のコーナーでゲンダイの記事が紹介されている。以前は、テレビ朝日系列全国ネット『ワイド!スクランブル』の「夕刊キャッチUP」でも記事が紹介されていた。

#### 籾井勝人NHK会長をめぐる報道
2014年1月25日のNHK会長就任記者会見で、籾井勝人は慰安婦問題に関し「コメントしない」と言い続けたものの、記者側から「どうしても」ということで「個人としてであれば」と発言し、その後で記者側から「個人（の見解）というのはあり得ない」と言われ「会長としてであれば取り消す」と発言した。

この件についてゲンダイは2014年2月14日の記事で、「この人の出身校と偏差値、籾井勝人・NHK会長、嘉穂総合高校『42』。従軍慰安婦に関するトンデモ発言をした人だけに『やっぱり』などと思うなかれ。このやや低めの偏差値」と述べ、籾井の出身高校である福岡県立嘉穂総合高等学校の偏差値が低いと報じた。

### 芸能
朝刊スポーツ紙の芸能面によく見られる、「事務所側の売り込みによる発表報道」に批判的である。

### セックス
ゲンダイは具体的な売春情報を掲載し好評を得た。現在でも性風俗関連特殊営業（風俗店）の広告を受けることが多く、特に内外タイムス改めリアルスポーツの廃刊後は関東地方の風俗店に関連した三行広告がゲンダイと夕刊フジに集中した。風俗専門雑誌やインターネットなどとの競争にもさらされている。
2011年（平成23年）10月26日、風俗適正化法違反（無届け業者の広告宣伝の禁止）ほう助の疑いで逮捕された違法マッサージ店の関連広告掲載先として、警視庁が日刊現代社などを家宅捜索している。

### 宗教
過去には、他紙が及び腰な公明党や創価学会への批判を誌面上で度々行っていた。創価学会系紙メディアである潮出版社の全面広告を月2回（月刊雑誌「潮」と横山光輝の漫画）4頁に掲載するにも関わらず、お構いなしだった。2010年2月に小沢一郎が創価学会幹部と会談したことをあげ、小沢が創価学会を取り込むことで反小沢一派の影響力が低下することを肯定する記事を掲載している。

### 韓国関連
大韓民国および韓国人に批判的な反韓、嫌韓で夕刊フジなど産経新聞社発行の媒体と共通点があり、週刊現代とも姿勢が一致している。嫌韓に傾いた原因が日刊現代社・講談社と産経新聞社では異なる、日本の多くの左翼勢力にありがちな北朝鮮に友好的な親北でもない。

産経新聞社は夕刊フジ創刊の前後など冷戦時代は朴正煕政権を支持するなどどちらかといえば親韓寄りだった。産経が嫌韓に傾くのは、冷戦終結後に顕在化した従軍慰安婦や竹島などの歴史認識問題、韓国側の日本に対する優越思想とも取れる極端な韓民族主義、反日政策によるところが大きい。

これに対しゲンダイは、開発の祖である川鍋が週刊現代編集長時代に金大中事件で韓国政府批判を繰り広げたことにより、在東京韓国大使館から抗議を受け、講談社役員との喧嘩となり編集長を解任されたことと、世の流れにあらがう姿勢から見られる近年の韓流“ブーム”に騒ぐ主婦層への反発が大きな理由とされる。

「KARAとか韓流はいい加減やめ！」と韓流ブームの代表としてKARAを「ダンスも歌も並みレベル」と酷評し、「レディー・ガガを猥褻としてライブを拒否しながら、自国アイドルKARAの尻振りダンスを許す韓国の欺瞞」を徹底批判し、「ボチボチ揃ってお引取り願いたい」「午後の民放やBSの韓流ドラマもうんざりなので、日本のドラマ放送に変えてくれ。日本のテレビ局は目を覚まして日本のタレントを大切にしようぜ」と韓流排除を訴えた。

### 疫病
SARS、COVID-19などの疫病に対しては極めて悲観的な態度を取っている。

## 批判・不祥事
週刊文春や週刊新潮、週刊現代ほどではないが、著名人や芸能事務所、政治家などからゲンダイの報道内容を名誉棄損だとして訴えられることも多く、ゲンダイ側が敗訴したケースも枚挙に暇がない。
裁判にまで持ち込まれたもの以外にも、野中広務や河井克行など複数の政治家に抗議され謝罪訂正報道を行っている。

### 誤報
2007年4月11日付（4月10日発行）に掲載された「美人フルート奏者と熱愛中のえなりかずきに巨根伝説」の見出し記事を出し、「芸能ライター」の声として、えなりが巨根であること、そして風俗通いを頻繁にしていると報じた。それに対しえなりが事実無根とし名誉毀損として約1100万円の損害賠償と謝罪記事の掲載を求めて、東京地裁に提訴し、訴訟となった。半年後、日刊現代は記事は全て捏造であったと認め、えなり側に謝罪し和解した。
同紙10月7日付（10月8日発行）の芸能面に「本紙2007年4月11号に掲載したえなりかずき氏に関する記事で、同氏の発言として報じた部分及び 同氏支援者が同氏を接待する方法について述べた部分は、いずれも事実に基づかないものでした。 この記事により、同氏の名誉を侵害し、同氏に多大なご迷惑をおかけしたことを謹んでお詫びいたします」との10月6日付社告を掲載した。これによりえなりが巨根ではないこと、風俗通いをしていないことをゲンダイが認めた形となった。
2021年6月19日付紙面で「日本から台湾に送られたアストラゼネカ製ワクチンで大量死」、「ワクチンを送った日本に対し反日感情が高まって台湾で暴動寸前」などのニュースを報じたものの、のちにフェイクニュースが判明した。

## 連載

### 連載企画
- 『この人物のオモテとウラ』
- 『あの人は今こうしている』 28年間継続している長寿連載
- 『失礼します』
- 『この人の身上調査書』
- 『社長の私生活』 30年継続している長寿連載

### 連載漫画
1977年から2003年まで連載された、横山まさみちによる『やる気まんまん』（原作牛次郎。途中より横山が原作も担当し『それいけ大将』その他に改題）が有名。連載最終盤に横山は死去したが、生前に原稿は完成しており完結した。以後、同系統の艶笑漫画を3人の作家の執筆を経て、2005年より過去に掲載した『やる気まんまん』の傑作選（第1部 - 第3部）を2007年3月まで連載した。

その後2007年7月2日号（6月30日発売）から2020年6月22日発売号まで『特命係長只野仁ファイナル』（柳沢きみお）が連載されていた。只野仁シリーズは週刊現代からの引き継ぎで、当初は月 - 金の連載だったが、2019年より金曜日の掲載が無くなり、最終的に153話3,126回で完結。後続シリーズは並行して連載されていた『月刊ヤングマガジン』→『ヤンマガWeb』と『LINEマンガ』に引き継がれている。
2020年の『只野仁』完結に伴い、艶笑漫画が復活。同年6月29日より山田参助作画による『新やる気まんまん』の連載が始まった。2021年1月4日号より『新やる気まんまん 警視庁SEX捜査官』と改題し、作画も霧隠サブローに変更になった。2023年12月5日をもって連載終了。2023年12月6日より日刊ゲンダイdigitalで連載中だった高橋功一郎の女子ゴルフ漫画『ナミナギ』の連載を開始した。
過去には同時連載として複数の漫画が掲載されたこともある。ケン月影、とみ新蔵、さかもと瓢作、ももなり高、桜多吾作等が連載を行った。これらのうち単行本が出版された作品は、『やる気まんまん第一部』、『只野仁ファイナル』、ケン月影の『戦神』、『石川五右衛門』、とみ新蔵の『魔界転生』（山田風太郎原作）、さかもと瓢作の『負けてたまるか』のみである。
四コマ漫画は日替わりで、以下の作品を掲載していた（2007年に四コマ漫画の掲載を終了）。
- 月曜日『イッパツくん』中村龍平
- 火曜日『下ネタ三昧』はしもといわお
- 水曜日『パロパロ白書』コジロー
- 木曜日『木よーびの真相』えびなみつる
- 金曜日『チンチロ源さん』若林健次
- 土曜日『サッカー政界カップ』柴昭一

20余年間、はらたいらが四コマ漫画『ゴシップちゃん』を連載した。

### 連載小説
- 柴田錬三郎『御家人斬九郎』
- 大沢在昌『黒の狩人』
- 塩崎利雄『止まり木ブルース』
- 創刊当時は宇能鴻一郎の『人妻いじめ』や花登筺の『船場の女なかちゃん』等を掲載していた。

### 連載コラム
- 五木寛之『流されゆく日々』（創刊時より連載）
- 保阪正康『 日本史縦横無尽』
- 小林節『ここがおかしい小林節が斬る！』（不定期連載）
- 三好徹『政財 腐食の百年』2006年6月7日をもって大正編終了。そのまま連載終了した。
- 過去には黒岩重吾の『重吾の放談』や富島健夫の『男女の交点』を連載していた。

### 日替連載コラム
- 月曜日『斎藤貴男 二極化・格差社会の真相』（隔週連載）
- 月曜日『溝口敦の「斬り込み時評」』
- 火曜日『吉川潮 TV見たまま思ったまま』
- 火曜日『金子勝の天下の逆襲』、
- 火曜日『高野孟 永田町の裏を読む』
- 水曜日『西村カリン ニッポン見聞考』（隔週連載）
- 水曜日『ラサール石井 東憤西笑』(芸能面）
- 水曜日『孫崎享 日本外交と政治の正体』
- 木曜日『天野篤 心臓病ここまで治せる』
- 木曜日『堀田秀吾 科学で証明！本当に信用できるストレス解消法』
- 木曜日『松尾潔のメロウな木曜日』
- 木曜日『室井佑月の「嗚呼、仰ってますが。」』
- 金曜日『適菜収それでもバカとは戦え』

過去の執筆者は以下の通り：
- 魚住昭
- 江上剛
- 霍見芳浩
- ベンジャミン・フルフォード
- 矢野絢也
- 針木康雄
- 上昌広
- 『天木直人 ニッポン外交の迷走』
- 『いしかわじゅんのヘンな日々』
- 『森永卓郎 この国の危ない行方』
- 『日垣隆のどこへ行くのかニッポン!』
- 『俵孝太郎の辻斬り説法』
- 『伊藤惇夫 自民民主全面戦争の深読み（小泉無気力政局の裏側、安倍翼賛政治の行方を改題）』（隔週交代連載）
- 月曜日『原田武夫 国際政治ナナメ読み』
- 水曜日『田中康夫の奇っ怪ニッポン』
- 金曜日『高橋乗宣の日本経済一歩先の真相』（2014年5月 - 2019年4月）
- 土曜日『矢島正雄のサラリーマン楽観主義』

### 狐の書評
1981年2月から2003年7月まで連載されていたコーナー。当初は不定期掲載だったが、その後水曜日発売分に定着。新刊を書評した。連載中、筆者の「狐」は匿名の書評家であったが、随筆家の山村修が2006年7月に刊行した著作の中で、自らが「狐」であることを明らかにした。

## 販売エリア

### 東京版
即日地域
- 関東地方[要出典]
- 山梨県[要出典]

1日遅れで購入可能な地域
- 福島県[要出典]
- 宮城県[要出典]
- 岩手県[要出典]
- 青森県（駅売店・コンビニにて販売、ただし一部地域では取り扱いなし）[要出典]
- 静岡県（浜松以西を除く。富士川以東はコンビニでも購入可）、長野県（一部除く）[要出典]

郵送で購入可能な地域
- 中部版販売エリアだった地域のうち、愛知県・岐阜県・三重県以外の全域[5]
  - 宅配は毎日新聞販売店[37]、または東京新聞を取り扱っている合売店から可能（一部地域を除く）

### 大阪版
即日地域
- 近畿地方（三重県は伊賀地方のみ）[要出典]
- 岡山県[要出典]

1日遅れで購入可能な地域
- 愛知県・岐阜県・三重県[5]
- 岡山県以外の中国地方[要出典]
- 四国地方[要出典]
  - 宅配は読売新聞販売店が取扱（一部地域を除く、愛知県・岐阜県・三重県は中日新聞販売店が取扱う[5]）
  - 印刷は関西版発刊当初は、大阪日刊スポーツ新聞社（現：日刊スポーツ新聞西日本）の本社工場（大阪府豊中市服部寿町）にて行われていたが、同工場閉鎖後は読売グループの読売大阪プリントメディアの大阪工場（大阪市北区野崎町、読売新聞大阪本社内）にて印刷業務を受託している。

### 北海道版
出典：
即売地域
- 道央：札幌市、江別市、石狩市、北広島市、恵庭市、千歳市、苫小牧市、小樽市、当別町、日高地方、胆振地方、後志地方
- 道南：函館市、室蘭市、渡島地方、桧山地方
- 道北：旭川市、稚内市、留萌市、空知地方、上川地方、宗谷地方
- 道東：北見市、釧路市、網走市、根室市、十勝地方
  - 宅配は朝日新聞販売店が取扱。

## 番組表
※フルサイズのみ記載。19時 - 23時・深夜のみ掲載。

### 東京版番組表
- NHKテレビ（東京）、日本テレビ、テレビ朝日、TBSテレビ、テレビ東京、フジテレビ

### 大阪版番組表
- NHKテレビ（大阪）、MBSテレビ、ABCテレビ、カンテレ、読売テレビ、テレビ大阪

### 北海道版番組表
- NHKテレビ（札幌）、HBC、STV、HTB、TVH、UHB

## 日刊ゲンダイDIGITAL（旧称ゲンダイネット）
1998年、WEB版として「ゲンダイネット」を開設。「ゲンダイネット」はゲンダイ紙面を元に作成・編集された情報をパソコンやモバイル端末を使って利用するサービスであり、総合商社兼松の子会社兼松グランクスが日刊現代社と業務提携し、企画・制作・運用・保守・営業業務を行っている。他に「インフォシーク」「エキサイト」「ライブドア」「@nifty」と提携して各ニュースサイトに記事を提供している。2006年12月より、「Yahoo! ニュース」への記事提供も始まった（その後一旦提供を取りやめる）。
「ゲンダイネット」は本来は有料サイトであるが、速報性にこだわらなければ上述のサイトで主だった芸能記事の全文が閲覧可能。2006年以降は新聞発刊後数日遅れながら「ゲンダイネット」で無料閲覧可能となり、2009年12月からは一部の記事ではあるが即日に全文の公開を始めた。
2015年12月に「日刊ゲンダイDIGITAL」に改称する。これと前後してYahoo!への記事提供が再開された。
1998年から始まった、電子メールを利用した「日刊ゲンダイ Dailymail」は2007年2月末の配信をもって、サービスを終了している。

### MOMENT
2018年2月に日刊ゲンダイDIGITALの姉妹サイトとして立ち上げ。コンセプトは「紙面に載らない写真を活かせる場所を」。紙面ではできないビジュアルベースのニュースサイトとして立ち上げられた。Moment日刊ゲンダイ、MOMENT powered by Nikkan gendaiとも表記される。

### デジタルからの派生企画
2021年（令和3年）2月、猫の日にちなんでネコの写真で埋め尽くされた臨時特別号『日刊ニャンダイ』が、MOMENTからの派生で発行された。これが大好評を得たため翌年以降も継続され、Instagram、X（旧Twitter）には専用アカウントが常設されている。2023年（令和5年）11月に『開運!!にゃんたまカレンダー』のネコ写真と風水をフィーチャーしたカレンダーを発売した。

## 日刊現代社の人物

### 現在
- 勝羽太郎 - 中央競馬中京第三場本紙予想担当。グリーンチャンネル『中央競馬全レース中継』（中京）パドック解説者。
- 木津信之 - 中央競馬函館本紙予想担当。
- 外山勲 - 中央競馬東日本主場本紙予想担当。2013年9月就任。
- 小塚かおる - 現編集局長。2002年（平成14年）TOKYO MXより移籍。第2次政権以降の安倍一強体制に抗う取材を展開。
- 武田昌已 - 札幌競馬、海外GIレース本紙予想担当。
- 平井康嗣 - 2019年週刊金曜日より移籍（元編集長）。金曜日社時代に総会屋、会社ゴロなど裏社会に巣くう人士を数多く取材、移籍後も同分野を得意とする。
- 弘中勝 - 中央競馬西日本主場本紙予想担当。
- 藤岡信三 - 1994年（平成6年）競馬エイトから移籍。中央競馬西日本取材担当。

### 過去
- 片山真 - 元中央競馬東日本主場本紙予想担当。2013年9月に外山に引き継いで退社し、その後はフリーの評論家として夕刊フジで2025年1月の休刊まで執筆。
- 川鍋孝文 - 1975年講談社から独立して創刊に参加。その後、野間惟道の講談社社長就任に伴い日刊現代社第2代社長に昇格、さらに会長を歴任。
- 戸上邦宏 - 元ダービーニュース所属の競馬専門記者。創刊と同時に入社。
- 二木啓孝 - 1983年（昭和58年）小学館から移籍。ニュース編集部長を経て2007年に独立、日本BS放送（BS11）取締役報道局長などを歴任。現BS11解説委員。
- 薮中泰人 - 元中央競馬西日本主場本紙予想担当。1981年の大阪発刊開始と同時に入社して本紙就任、2010年頃まで務め、週刊大衆でも執筆した。2022年死去。
- 吉永みち子 - 創刊と同時に競馬専門紙勝馬から移籍。1977年（昭和52年）、中央競馬の騎手吉永正人と結婚。1980年代以降はノンフィクション作家として活動する。民間放送教育協会会長などを歴任。